# Peter Stringer
Pour les articles homonymes, voir Stringer.

a Compétitions nationales et continentales officielles uniquement.

b Matchs officiels uniquement.
Peter Stringer (né le 13 décembre 1977) est un joueur international irlandais de rugby à XV. Il a évolué au poste de demi de mêlée au sein de la province du Munster jusqu'en 2011 avant de connaître plusieurs clubs anglais en Premiership et de finir sa carrière de joueur en 2018.
Malgré ses 75 kg, il est réputé pour plaquer des adversaires plus imposants que lui, notamment à l'aide de « cuillères ».
En mai 2006, il inscrivit avec le Munster l'essai de la victoire face aux Français du Biarritz olympique lors de la finale de la Coupe d'Europe.
Il fut par le passé élève du collège privé Presentation Brothers College de Cork tout comme son comparse Ronan O'Gara.

## Carrière

### En club
Peter Stringer commence sa carrière professionnelle avec le Munster en 1998, à l'occasion d'un match du championnat inter-provinces face à l'équipe de l'Ulster, le 3 octobre 1998. La semaine suivante, il débute en coupe d'Europe face au club catalan de l'USA Perpignan.
À la suite de l'explosion de son compatriote et coéquipier du Munster, Conor Murray, Peter Stringer voit son temps de jeu diminuer. Au cours de la saison 2011-2012, il est alors prêté par son club formateur au club londonien des Saracens, puis à Newcastle. Il rejoue le début de la saison suivante avec le club du Munster, avant d'être de nouveau prêté dans le championnat d'Angleterre, mais cette fois à Bath, avec lequel il s'engage finalement à l'issue de la saison pour un contrat de un an. Mais la saison suivante voit son nouveau club lui proposer un nouveau contrat d'une durée semblable au précédent.
À partir de la saison 2015-2016, il rejoint le club anglais, le quatrième de sa carrière, des Sale Sharks, club avec lequel il est lié pour une saison. En février 2016, à l'âge de 38 ans, Peter Springer annonce une nouvelle prolongation de contrat avec les Sale Sharks pour une saison supplémentaire. En 2017, il signe un contrat pour six mois à Worcester, au terme desquels il met un terme à sa carrière à 40 ans.
Il a participé à 100 matchs de coupe d'Europe de rugby de 1998 à 2016.

### En équipe nationale
Il a eu sa première cape internationale à l’occasion d’un test match le 19 février 2000 contre l'équipe d'Écosse. 
Peter Stringer a disputé la coupe du monde 2003 (5 matchs joués) et la coupe du monde 2007 (2 matchs joués).

## Palmarès

### En club
- Coupe d'Europe (2) : 2006 et 2008
  - Finaliste : 2000 et 2002
- Challenge européen :
  - Finaliste (1) : 2014

- Celtic League : 2003, 2009 et 2011
  - Vice champion (2) : 2001 et 2005
- Championnat d'Angleterre :
  - Finaliste (1) : 2015

### En équipe nationale
(Au 31.12.2011)
- 98 sélections en équipe d'Irlande de rugby à XV
- 6 essais
- 30 points
- Sélections par années : 8 en 2000, 8 en 2001, 12 en 2002, 13 en 2003, 10 en 2004, 10 en 2005, 11 en 2006, 7 en 2007, 6 en 2008, 6 en 2009, 4 en 2010 et 3 en 2011.
- Tournois des Six Nations disputés: 2000, 2001, 2002, 2003, 2004, 2005, 2006, 2007, 2008, 2009 et 2011.
- Participation à la coupe du monde de 2003 (5 matchs, 5 comme titulaire) et de 2007 (2 matchs, 2 comme titulaire).

- Triple couronne en 2004, 2006 et 2007.
- Grand chelem de rugby à XV en 2009.